# 만디프 싱 (필드하키 선수)
만디프 싱(힌디어: मनदीप सिंह, 1995년 1월 25일~)은 인도의 필드하키 선수로 포지션은 포워드이다. 인도 필드하키 국가대표팀의 일원으로 2020년과 2024년 하계 올림픽에서 동메달을 획득했다.